# The Monarch Office Tower
The Monarch Office Tower – wieżowiec w Dubaju, w Zjednoczonych Emiratach Arabskich, o wysokości 160 m. Budynek ma 40 kondygnacji. Ukończenie budowy miało miejsce w 2007 roku.